# Playa Punta Arenas
Punta Arenas es el punto más occidental de la Isla de Margarita, en el estado Nueva Esparta, al noreste de Venezuela. Es además una playa de fina arena blanca y el hogar de muchos de los pescadores locales. Las Chozas de los pescadores se extienden a lo largo de una playa que lleva a un punto de arena que da nombre tanto al pueblo como a la playa.
La playa se extiende a lo largo de 1.500 metros (0,9 millas), con aguas claras y tranquilas y algunos árboles. Está situada a 70 kilómetros al oeste de Porlamar, en la península de Macanao. Es posible bucear bajo el agua y ver las almejas y estrellas de mar en la costa.